# Huta, Vinkivți
Huta (în ucraineană Гута) este un sat în comuna Maidan-Oleksandrivskîi din raionul Vinkivți, regiunea Hmelnîțkîi, Ucraina.

## Demografie
Componența lingvistică a localității Huta
     Ucraineană (99,24%)
     Alte limbi (0,76%)
Conform recensământului din 2001, majoritatea populației localității Huta era vorbitoare de ucraineană (99,24%), existând în minoritate și vorbitori de alte limbi.